# 彭比纳 (北达科他州)
彭比纳（英語：Pembina）是美国北达科他州下属的一座城市。根据2020年美國人口普查，该市有人口592人。2022年估计该市有人口504人。